# Agrochola postrosea
Agrochola postrosea là một loài bướm đêm trong họ Noctuidae.